# Vlag van Oude Leije

Vlag van Oude Leije

De vlag van Oude Leije is de dorpsvlag van het Nederlandse dorp Oude Leije, in de Friese gemeente Leeuwarden. De vlag werd in 2001 in de huidige vorm geregistreerd.

## Geschiedenis
De vlag is al oud, hij komt al voor in het wapen- en vlaggenboek van de Dokkumer Gerrit Hesman uit 1708.
Omdat het wapen en de vlag beide al lang in gebruik zijn in het dorp, zijn ze hier officieel vastgelegd, met de kleuraanpassingen.

## Beschrijving
De beschrijving van de vlag is als volgt:
Drie lengtebanen: rood, geel en blauw.
De kleuren zijn afkomstig van het dorpswapen.

## Zie ook

Wapen van Oude Leije